# Horst Vinken
Horst Klemens Vinken (* 9. Januar 1940 in Krefeld) ist ein deutscher Betriebswirtschaftler. Er war zwischen 2013 und 2017 Präsident des Bundesverbandes der Freien Berufe.
Vinken absolvierte bis 1967 ein Studium der Betriebswirtschaftslehre an der Universität zu Köln. 1969 folgte die Promotion zum Dr. rer. pol. Den Beruf des Steuerberaters übt Vinken seit 1972 in Duisburg aus. 
Von 1974 bis 1994 lehrte er nebenberuflich als Dozent für Wirtschaftsprüfung und Treuhandwesen an der Universität Essen. Vinken verfasste mit Hans-Christoph Seewald, H.-Michael Korth und Manfred Dehler das Werk „BilMoG. Bilanzrechtsmodernisierungsgesetz. Praxiskommentar für Steuerberater“. Seit 2007 ist er Vorstand des DWS-Instituts. Von 2007 bis 2015 war er Präsident der Bundessteuerberaterkammer.
2005 wurde Vinken in Anerkennung das Verdienstkreuz am Bande des Verdienstordens der Bundesrepublik Deutschland verliehen.
Vinken ist verheiratet und hat zwei erwachsene Kinder.